# لائورا سارگسیان
لائورا سارگسی سارگسیان (ارمنی: Լաուրա Սարգսի Սարգսյան؛ زاده ۳۱ ژانویهٔ ۱۹۳۶) نقاش اهل ارمنستان است.

## زندگی‌نامه
وی در ۳۱ ژانویه ۱۹۳۶ در خاچیک در به دنیا آمد و از کالج دولتی هنرهای زیبای پانوس ترلمزیان فارغ‌التحصیل گشت. وی عضو اتحادیه نقاشان ارمنستان می‌باشد. 